# NGC 7570
NGC 7570 is een balkspiraalstelsel in het sterrenbeeld Pegasus. Het hemelobject werd op 17 november 1784 ontdekt door de Duits-Deense astronoom William Herschel.

## Synoniemen
- UGC 12473
- MCG 2-59-18
- ZWG 431.32
- KUG 2314+132
- IRAS 23142+1312
- PGC 70912